# ويليام شامبرلين
ويليام شامبرلين هو محامي وقاضي وسياسي أمريكي، ولد في 27 أبريل 1755 في هوبكينتون في الولايات المتحدة، وتوفي في 27 سبتمبر 1828 في بيتشام في الولايات المتحدة. نشط حزبياً في الحزب الفيدرالي الأمريكي. وقد انتخب عضو مجلس نواب فيرمونت ‏ وانتخب عضو مجلس النواب الأمريكي ‏.